# 대관령도서관
대관령도서관은 강원특별자치도 평창군에 있는 도서관이다.

## 연혁
- 2018년 8월 14일 개관.